# Veranika Čarkasava
Veranika Anatol'eŭna Čarkasava (in bielorusso Вераніка Анатольеўна Чаркасава?, in russo Вероника Анатольевна Черкасова?, Veronika Anatol'evna Čerkasova; Minsk, 12 gennaio 1959 – Minsk, 20 ottobre 2004) è stata una giornalista bielorussa, che fu pugnalata a morte nel suo appartamento di Minsk.

## Biografia
È cresciuta in un ambiente creativo. Sua madre, Dzijana Čarkasava, ha lavorato per il giornale Holase Radzimy (Голасе Радзімы, "Voce della Patria"); il padre, Anatol' Čarkasav, è stato anche un giornalista e scrittore. Si è laureata in giornalismo all'Università statale di Baku con indirizzo "Radio e televisione". Ha realizzato alcuni documentari.
Ha lavorato per la redazione giovani di Belaruskaja Tele-Radio Campanija. Insieme a quello che sarebbe diventato poi suo marito, Dzmitryj Filimonaŭ, ha collaborato al programma Step. All'inizio degli anni Novanta, ha iniziato a lavorare come giornalista per Holase Radzimy e, in seguito, per alcune pubblicazioni indipendenti di opposizione tra i quali Imja (Имя), BDH (БДГ), Naša Svaboda (Наша Свабода), Belorusskoj hazete (Белорусской газете) tra il 1995 e il 2003, infine per Salidarnas'c' (Салідарнасьць) ed è stata definita "senza dubbio una delle autrici più caratteristiche del moderno giornalismo bielorusso".
Si è specializzata in giornalismo investigativo e ha scritto su questioni sociali, inclusi articoli su sette religiose e comunità rom in Bielorussia e su tematiche scottanti che riguardavano la società bielorussa. Marina Zagorskaya, una giornalista di Salidarnas'c', ha detto in un'intervista che quattro mesi prima della sua morte, Čarkasava stava svolgendo delle inchieste sui metodi di sorveglianza utilizzati dal KGB, i servizi di sicurezza bielorussi, per monitorare le attività dei civili.
Una raccolta dei suoi articoli, dal titolo Krasnym po belomu: stat'i, ocherki, esse è stata pubblicata postuma.

## L'assassinio
Il 20 ottobre 2004, Veranika Čarkasava è stata rinvenuta morta nella sua casa. La donna è stata accoltellata 20 volte. Il cadavere aveva la gola squarciata e una lama spezzata conficcata nel petto. La scoperta del corpo è stata fatta dal figlio e dal patrigno di Čarkasava.
Il 22 ottobre, due giorni dopo l'omicidio, l'agenzia di stampa Interfax ha diramato la notizia secondo la quale gli investigatori ritenevano che Čarkasava fosse stata uccisa durante una lite con qualcuno che la conosceva e che stavano intervistando amici, parenti e colleghi. A capo delle indagini era Vladimir Chumachenko, che già si era occupato infruttuosamente della scomparsa del giornalista Dmitry Zavadsky; l'uomo, pochi mesi dopo l'omicidio, ha dichiarato che non si escludeva nessuna ipotesi sui colpevoli allo stesso modo dell'esistenza degli extraterrestri.
Il 25 ottobre, l'UNESCO, nella persona del Direttore Generale Kōichirō Matsuura, ha espresso la condanna per l'uccisione della giornalista facendo rilevare come in Bielorussia fossero sistematicamente infranti i diritti collegati alla libertà di espressione.
Dopo diversi interrogatori, Chumachenko ha chiesto una perizia psichiatrica per Anton Filimonaŭ, figlio quindicenne della giornalista, con l'intento di sapere in che condizioni mentali fosse dopo l'omicidio della madre. Sfuggito a una seconda perizia psichiatrica perché il padre lo ha condotto con lui a Mosca, il ragazzo è stato arrestato per falsificazione di denaro e condannato a due anni di reclusione. I familiari hanno dichiarato che il giovane, poi rilasciato su cauzione il 14 marzo 2006, è stato sottoposto a pressioni per farlo confessare.
All'epoca, l'organizzazione Reporter senza frontiere ha deplorato il fatto, facendo notare come Čarkasava si stesse occupando, all'epoca del suo omicidio, di informazioni delicate e politicamente sensibili e ha invitato gli inquirenti a prendere in considerazione l'ipotesi che la donna fosse stata assassinata a causa del suo lavoro di giornalista. Poco prima di essere uccisa, infatti, aveva pubblicato diversi articoli sul commercio illegale di armi tra la Bielorussia di Aljaksandr Lukašėnka e l'Iraq di Saddam Hussein. Invitata da un bielorusso che stava conducendo affari in Iraq, Čarkasava è stata nel paese nel 2002 insieme ad altri giornalisti. Sul suo sito è riportato che alcune foto scattate durante questo viaggio sono scomparse dal suo appartamento dopo l'omicidio.
Sjarhej Sacuk, un giornalista del quotidiano indipendente Belorusskaya Delovaya Gazeta, ha pubblicato i risultati della sua indagine secondo la quale la donna è stata uccisa per via delle sue inchieste e la scena dell'assassinio sarebbe stata preparata appositamente per far pensare a un delitto passionale.
L'assassino non è mai stato trovato.